# Округ Талапуса (Алабама)
Округ Талапуса (енгл. Tallapoosa County) је округ у америчкој савезној држави Алабама. По попису из 2010. године број становника је 41.616. Седиште округа је град Дејдвил.

## Демографија
Према попису становништва из 2010. у округу је живело 41.616 становника, што је 141 (0,3%) становника више него 2000. године.
| Група             | 2000.          | 2010.          |
| Белци             | 30.342 (73,2%) | 28.838 (69,3%) |
| Афроамериканци    | 10.518 (25,4%) | 11.083 (26,6%) |
| Азијати           | 75 (0,2%)      | 197 (0,5%)     |
| Хиспаноамериканци | 242 (0,6%)     | 1.042 (2,5%)   |
| Укупно            | 41.475         | 41.616         |